# Ранкачов (Арђеш)
Ранкачов (рум. Râncăciov) насеље је у Румунији у округу Арђеш у општини Калинешти. Oпштина се налази на надморској висини од 271 m.

## Становништво
Према подацима из 2002. године у насељу је живело 387 становника, од којих су сви румунске националности.